# MTV Rocks
Az MTV Rocks (korábban MTV Two, MTV2 és M2) egy 24 órás alternatív zenei csatorna volt, az MTV Networks része. A csatorna széles körben elérhető volt Európa-szerte előfizetéses műholdas és digitális televíziós szolgáltatás részeként.

## Története
Az MTV Rocks mind Európában, mind Amerikában sugároz, bár az amerikai verzió műsorstruktúrája teljesen eltérő volt az európai változattól. Míg Európában MTV Rocks néven futott, Amerikában MTV2 néven sugárzott alternatív zenét, alternatív hiphop, indie, rock zenét. 
Az MTV Rocks 1998 októberében indult M2 néven az Egyesült Királyságban, majd terjeszkedni kezdett, és 2000 júniusától már elérhető volt Európa-szerte. A csatorna szerkezete eltérő volt az amerikai verziótól, ahol többek között alternatív zenei videók, valamint valóságshow-k színesítették a műsorstruktúrát. A 2000-es években az MTV2 Europe számos valóságshow-t tűzött műsorára, azonban a csatorna a hangsúlyt a zenére fektette. A csatorna lehetőséget biztosított a nézőknek arra, hogy ők szerkesszék a csatorna műsorát napi 1 órában, melyet a csatorna honlapján tehették meg a nézők. Később a BAFTA Interactive Entertainment Awards díjkiosztón a honlap díjat kapott. 2002 szeptemberétől a csatornán saját reklámok jelentek meg, melynek házigazdája az akkori MTV Egyesült Királyság VJ-je volt, DJ Zane Lowe, aki mellett minden hétköznap két órás show keretében zenekarok, előadók reklámozhatták lemezeiket, illetve élőben zenélhettek is. 2006-ban a műsor elnyerte az NME díjat, mely a legjobb tv show díjat kapta. Később minden nap éjféltől reggel 06:00-ig reklámok futottak a kereskedelmi szünetekben, azaz a csatorna ez idő alatt nem sugárzott videóklipeket. 
2007 júliusában a csatorna nevet váltott, és MTV Two néven folytatta tovább a sugárzást. Új műsorszerkezettel jelentkezett, valamint a South Park szerkezetű karakter hasonlított a többi MTV csatorna logóira. 2010. március 1-jén az MTV2-t MTV Rocksra nevezték át, továbbra is alternatív zenét sugározva. 2011. január 10-én Olaszországban elindult az MTV Brand New nevű csatorna, mely hasonló stílusú zenéket sugároz, mint az MTV Rocks. 2014-ben külön európai adást kapott, vagyis az MTV Rocks UK-t felváltotta az MTV Rocks Europe (két társadója, az MTV Dance, és az MTV Hits szintén külön európai adást kapott). Ezeknek az adásoknak közös tulajdonsága, hogy az Egyesült Királyságban és Írországban nem elérhetőek (ezekben az országokban továbbra is a brit adás volt fogható a megszűnésig), illetve nem sugároznak reklámokat. 
2020. július 20-án az Egyesült Királyságban az alacsony nézettségre hivatkozva megszüntették a csatornát a Club MTV-vel és az MTV OMG-vel együtt.  Európában 2020. október 5-én az MTV 90s váltotta az MTV Rocksot.

## MTV 90s
Az MTV Rocks helyét átvevő MTV 90s 2020. október 5.-én indult Európában (beleértve Magyarországon is). Ahogy a neve elárulja, csak a 90-es évekből származó slágereket adja. 

## Műsorok
A csatorna lehetőséget biztosított új zenék, és művészek megjelenésére rock, punk, indie, metal és hasonló műfajokban.
- Supermassive Anthems!
- Biggest! Hottest! Loudest!
- 100% Anthems
- Rocks Rated
- Ultimate Rock Playlist
- This Week's Rock Solid Playlist
- Smells Like The 90's
- All Night Session